# Carolina Matilde di Schleswig-Holstein-Sonderburg-Glücksburg
Principessa Carolina Matilde di Schleswig-Holstein-Sonderburg-Glücksburg (Viktoria-Irene Adelheid Auguste Alberta Feodora Karoline Mathilde, Prinzessin von Schleswig-Holstein-Sonderburg-Glücksburg; Grünholz, 11 maggio 1894 – Salisburgo, 28 gennaio 1972) era un membro del Casato di Schleswig-Holstein-Sonderburg-Glücksburg e Principessa di Schleswig-Holstein-Sonderburg-Glücksburg per nascita e un membro del Casato di Solms-Baruth attraverso il suo matrimonio con il conte Hans di Solms-Baruth.

## Biografia

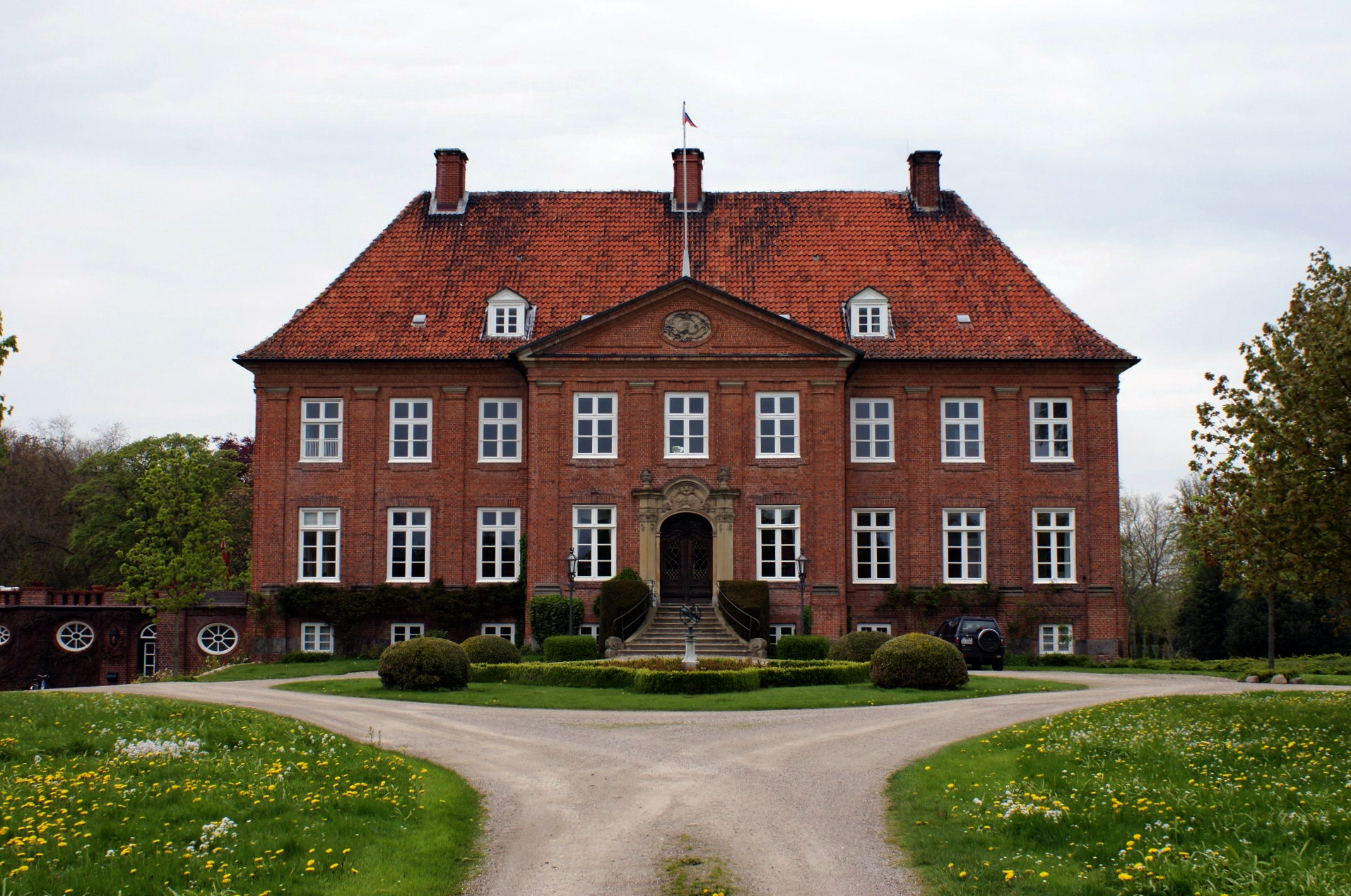
Grünholz Manor, luogo di nascita della Principessa Carolina Matilde, photografato nel 2010.

La Principessa Carolina Matilde nacque l'11 maggio 1894 a Grünholz Manor nello Schleswig-Holstein in Prussia come sestogenita di Federico Ferdinando, Duca di Schleswig-Holstein-Sonderburg-Glücksburg e di sua moglie la Principessa Carolina Matilde di Schleswig-Holstein-Sonderburg-Augustenburg.
Il padre di Carolina Matilde era il maggiore dei figli maschi di Federico, Duca di Schleswig-Holstein-Sonderburg-Glücksburg ed un nipote di Cristiano IX di Danimarca. Egli successe alla guida del Casato di Schleswig-Holstein-Sonderburg-Glücksburg ed al titolo di duca dopo la morte del padre il 27 novembre 1885.
Sua sorella maggiore, Vittoria Adelaide era la consorte di Carlo Edoardo, Duca di Sassonia-Coburgo-Gotha.

## Matrimonio
Sposò il conte Hans di Solms-Baruth il 27 maggio 1920 nel Castello di Glücksburg. Il conte Hans era il terzo figlio maschio di Federico II, principe di Solms-Baruth, e di sua moglie la contessa Luisa di Hochberg e un fratello minore del principe ereditario Federico di Solms Baruth, marito di Adelaide, sorella maggiore di Carolina Matilde. Solms-Baruth era uno degli stati più piccoli che componevano il Sacro Romano Impero, localizzato nella Bassa Lusazia. Aveva perso la sua indipendenza in seguito alla mediatizzazione tedesca del 1806.
Carolina Matilde e Hans ebbero tre figli:
- Contessa Vittoria Luisa Federica Carolina Matilde di Solms-Baruth (13 marzo 1921 - 1º marzo 2003);
- Conte Federico di Solms-Baruth (3 marzo 1923 - 13 novembre 2006);
- Conte Uberto di Solms-Baruth (7 dicembre 1934 - 22 ottobre 1991).

## Morte
Nel 1942, la figlia Vittoria sposò suo cugino di primo grado il principe Federico Giosia di Sassonia-Coburgo-Gotha, figlio più giovane di sua sorella Vittoria Adelaide, e più tardi il pretendente al trono ducale di Sassonia-Coburgo-Gotha.
Il conte Hans morì il 9 ottobre 1971 a Salisburgo, in Austria. Carolina Matilde morì il 28 gennaio 1972 a Salisburgo, in Austria.

## Ascendenza
|                                                                          |                                                         |                                                                     | Genitori                                   |  |  | Nonni |  |  | Bisnonni                                                       |  |  | Trisnonni                                            |  |
|                                                                          |                                                         |                                                                     |                                            |  |  |       |  |  | Federico Guglielmo di Schleswig-Holstein-Sonderburg-Glücksburg |  |  | Federico Carlo di Schleswig-Holstein-Sonderburg-Beck |  |
|                                                                          |                                                         |                                                                     |                                            |  |  |       |  |  | Federico Guglielmo di Schleswig-Holstein-Sonderburg-Glücksburg |  |  | Federico Carlo di Schleswig-Holstein-Sonderburg-Beck |  |
|                                                                          |                                                         | Federica di Schlieben                                               |                                            |  |  |       |  |  | Federico Guglielmo di Schleswig-Holstein-Sonderburg-Glücksburg |  |  |                                                      |  |
| Federico di Schleswig-Holstein-Sonderburg-Glücksburg                     |                                                         |                                                                     |                                            |  |  |       |  |  | Federico Guglielmo di Schleswig-Holstein-Sonderburg-Glücksburg |  |  |                                                      |  |
|                                                                          |                                                         | Luisa Carolina d'Assia-Kassel                                       | Carlo d'Assia-Kassel                       |  |  |       |  |  |                                                                |  |  |                                                      |  |
|                                                                          |                                                         | Luisa Carolina d'Assia-Kassel                                       | Carlo d'Assia-Kassel                       |  |  |       |  |  |                                                                |  |  |                                                      |  |
|                                                                          |                                                         | Luisa Carolina d'Assia-Kassel                                       | Luisa di Danimarca                         |  |  |       |  |  |                                                                |  |  |                                                      |  |
| Federico Ferdinando di Schleswig-Holstein-Sonderburg-Glücksburg          |                                                         | Luisa Carolina d'Assia-Kassel                                       |                                            |  |  |       |  |  |                                                                |  |  |                                                      |  |
|                                                                          |                                                         | Giorgio Guglielmo di Schaumburg-Lippe                               | Filippo II di Schaumburg-Lippe             |  |  |       |  |  |                                                                |  |  |                                                      |  |
|                                                                          |                                                         | Giorgio Guglielmo di Schaumburg-Lippe                               | Filippo II di Schaumburg-Lippe             |  |  |       |  |  |                                                                |  |  |                                                      |  |
|                                                                          |                                                         | Giorgio Guglielmo di Schaumburg-Lippe                               | Giuliana d'Assia-Philippsthal              |  |  |       |  |  |                                                                |  |  |                                                      |  |
| Adelaide di Schaumburg-Lippe                                             |                                                         | Giorgio Guglielmo di Schaumburg-Lippe                               |                                            |  |  |       |  |  |                                                                |  |  |                                                      |  |
|                                                                          |                                                         | Ida di Waldeck e Pyrmont                                            | Giorgio I di Waldeck e Pyrmont             |  |  |       |  |  |                                                                |  |  |                                                      |  |
|                                                                          |                                                         | Ida di Waldeck e Pyrmont                                            | Giorgio I di Waldeck e Pyrmont             |  |  |       |  |  |                                                                |  |  |                                                      |  |
|                                                                          |                                                         | Ida di Waldeck e Pyrmont                                            | Augusta di Schwarzburg-Sondershausen       |  |  |       |  |  |                                                                |  |  |                                                      |  |
| Principessa Carolina Matilde di Schleswig-Holstein-Sonderburg-Glücksburg |                                                         | Ida di Waldeck e Pyrmont                                            |                                            |  |  |       |  |  |                                                                |  |  |                                                      |  |
|                                                                          | Cristiano di Schleswig-Holstein-Sonderburg-Augustenburg | Federico Cristiano II di Schleswig-Holstein-Sonderburg-Augustenburg |                                            |  |  |       |  |  |                                                                |  |  |                                                      |  |
|                                                                          | Cristiano di Schleswig-Holstein-Sonderburg-Augustenburg | Federico Cristiano II di Schleswig-Holstein-Sonderburg-Augustenburg |                                            |  |  |       |  |  |                                                                |  |  |                                                      |  |
|                                                                          | Cristiano di Schleswig-Holstein-Sonderburg-Augustenburg | Luisa Augusta di Danimarca                                          |                                            |  |  |       |  |  |                                                                |  |  |                                                      |  |
| Federico VIII di Schleswig-Holstein-Sonderburg-Augustenburg              | Cristiano di Schleswig-Holstein-Sonderburg-Augustenburg |                                                                     |                                            |  |  |       |  |  |                                                                |  |  |                                                      |  |
|                                                                          |                                                         | Lovisa-Sofia Danneskjold-Samsøe                                     | Christian Conrad Sophus Danneskiold-Samsøe |  |  |       |  |  |                                                                |  |  |                                                      |  |
|                                                                          |                                                         | Lovisa-Sofia Danneskjold-Samsøe                                     | Christian Conrad Sophus Danneskiold-Samsøe |  |  |       |  |  |                                                                |  |  |                                                      |  |
|                                                                          |                                                         | Lovisa-Sofia Danneskjold-Samsøe                                     | Johanne Henriette Valentine Kaas           |  |  |       |  |  |                                                                |  |  |                                                      |  |
| Carolina Matilde di Schleswig-Holstein-Sonderburg-Augustenburg           |                                                         | Lovisa-Sofia Danneskjold-Samsøe                                     |                                            |  |  |       |  |  |                                                                |  |  |                                                      |  |
|                                                                          |                                                         | Ernesto I di Hohenlohe-Langenburg                                   | Carlo Ludovico I di Hohenlohe-Langenburg   |  |  |       |  |  |                                                                |  |  |                                                      |  |
|                                                                          |                                                         | Ernesto I di Hohenlohe-Langenburg                                   | Carlo Ludovico I di Hohenlohe-Langenburg   |  |  |       |  |  |                                                                |  |  |                                                      |  |
|                                                                          |                                                         | Ernesto I di Hohenlohe-Langenburg                                   | Amalia Enrichetta di Solms-Baruth          |  |  |       |  |  |                                                                |  |  |                                                      |  |
| Adelaide di Hohenlohe-Langenburg                                         |                                                         | Ernesto I di Hohenlohe-Langenburg                                   |                                            |  |  |       |  |  |                                                                |  |  |                                                      |  |
|                                                                          |                                                         | Feodora di Leiningen                                                | Emilio Carlo di Leiningen                  |  |  |       |  |  |                                                                |  |  |                                                      |  |
|                                                                          |                                                         | Feodora di Leiningen                                                | Emilio Carlo di Leiningen                  |  |  |       |  |  |                                                                |  |  |                                                      |  |
|                                                                          |                                                         | Feodora di Leiningen                                                | Vittoria di Sassonia-Coburgo-Saalfeld      |  |  |       |  |  |                                                                |  |  |                                                      |  |
|                                                                          |                                                         | Feodora di Leiningen                                                |                                            |  |  |       |  |  |                                                                |  |  |                                                      |  |